# Vernalización
La vernalización es la condición natural física a periodos variables de frío de algunas plantas herbáceas para que se produzca la apertura de sus flores. La vernalización o cantidad mínima de horas de frío requeridas, varía con las distintas especies y genotipos.

## Diferencia entre «vernalización» y «requerimiento de frío»
Es importante mencionar la diferencia entre el concepto de vernalización de las especies herbáceas y los requerimientos de frío de las especies frutales caducifolias, ya que ambos procesos ocurren dentro del mismo rango de temperaturas.
La vernalización es el requerimiento de frío necesario para la inducción de la etapa reproductiva, pudiendo ser de tipo cualitativo o cuantitativo. En cambio, el requerimiento de frío de las plantas frutales caducifolias es necesario para romper la dormición, tanto de las yemas vegetativas como florales, siendo siempre un proceso cuantitativo. La exposición al frío es el factor determinante en la ruptura de la dormancia de las especies frutales de hojas caducas, tales como las especies frutales de pepita (manzano, peral), las especies frutales de hueso (duraznero o melocotonero, ciruelo japonés, cerezo dulce, olivo, etc), las especies productoras de frutos secos (almendro, avellano, nogal, castaño, pecán, pistachero), los arbustos de hoja caduca (arándanos, frambueso, moras, zarzamora, grosellero), y las especies de hoja caduca trepadoras (vid, actinidia). Todas ellas tienen que estar expuestas a un período de bajas temperaturas durante el letargo invernal para una adecuada ruptura de la dormamcia e inicio de la nueva estación de crecimiento. Este requisito de acumulación de frío es un factor decisivo en la adaptación de estas especies a su ambiente. Cuando las especies frutales de clima templado no acumulan suficiente frío de acuerdo a sus necesidades específicas, se observa un conjunto de síntomas entre los que resultan más comunes los siguientes: retrasos en la apertura de yemas de madera y yemas de flor, brotación irregular y dispersa, y desprendimiento de las yemas de flor. Consecuentemente, la productividad de la especie en cuestión resulta seriamente comprometida.

## Ejemplos de vernalización
Este efecto del frío sobre la floración y fructificación de las plantas herbáceas se analizó por primera vez en los cereales, en los cuales si se siembran en zonas templadas, no florecen el mismo año sino que se desarrollan vegetativamente, a menos que se aplique la técnica de vernalización. Son las llamadas plantas de invierno porque florecen en esta estación, con los inconvenientes de que si se siembran en un año hay que esperar la floración y cosecha en otro.  
La vernalización se induce artificialmente aplicando químicos en varias gramíneas forrajeras, la mandioca, y otras. Para la vernalización artificial, existen en el mercado productos químicos que permite a estas especies vegetales florecer cuando no se cumplen las condiciones mínimas naturales de días frío. 
Un ejemplo de falta de vernalización en un cultivo específico, cuando se tuvo que abandonar más de 11 000 hectáreas de jojoba localizadas en la zona subtropical de Paraguay, Brasil, Argentina y Costa Rica., y por tanto no hubo apertura floral. Se ha determinado que las temperaturas entre 13 °C y 18 °C durante un período no inferior a 20 días, son necesarias para romper la dormancia de la mayoría de los genotipos de jojoba.

## El origen de la vernalización
A finales de 1925 T.D.Lysenko inició sus primeras investigaciones en la sementera de Kirovabad (Gandja), en Azerbaián. Empezó a estudiar los factores que regulan la duración del periodo vegetativo de las plantas cultivadas. Los resultados de sus experimentos los expuso en el Congreso de Genética celebrado en Leningrado en enero de 1929.
Aquel mismo verano la prensa soviética anunció que en Ucrania una prueba con trigo de invierno Ukrainka sembrado en primavera había espigado exitosamente. El experimento lo había llevado a cabo el padre del conocido agrónomo soviético, a petición de su hijo en el terreno que él mismo trabajaba por su cuenta en la región de Poltava. Fue un hito de la agronomía; por primera vez el trigo de invierno sembrado en primavera espigaba completamente con un rendimiento de 24 quintales por hectárea. El 6 de noviembre de 1933 el botánico soviético N.I. Vavilov (1887–1943) apoyaba públicamente en el diario Izvestia los métodos agrícolas de Lysenko como un descubrimiento revolucionario de la investigación soviética.
En vista del éxito, el Comisariado del Pueblo (Ministerio) de Agricultura decidió crear un laboratorio especial en el Instituto de Génética y Selección de Odessa para analizar detenidamente el experimento. Al año siguiente centenares de investigadores koljosianos desarrollaron por su cuenta el mismo ensayo. Se trataba de explotar el descubrimiento de que era posible regular la duración del periodo vegetativo de las plantas cultivadas.
En 1935 más de 40.000 koljoses y sovjoses llevaron el experimento al campo, sembrando más de dos millones de hectáreas de cereales de primavera con simiente vernalizada.
Impuesto por Lysenko, desde 1929 el término  vernalización es ya corriente en botánica. Hasta entonces era una práctica tradicional de la que se tenía un conocimiento empírico y fragmentario. El primer estudio sistemático sobre la vernalizaciónlo escribió Lysenko en 1935 y lleva el título Las bases teóricas de la vernalización. De ella dijo Lysenko que era un método que marca el comienzo de una era en la que el hombre dirige de manera consciente el desarrollo de las plantas en los campos.
Hasta entonces no existía en la ciencia agrícola ningún medio de regular la velocidad de desarrollo de las plantas. Las especies y variedades cuyo desarrollo no se acomodaba a las condiciones climáticas y geográficas de la región, eran simplemente desechadas. Entre éstas estaban hasta entonces los cereales de invierno, una variedad que se consideraba estéril.
Pero este tipo de cereales no sólo soportan las bajas temperaturas sino que éstas son necesarias para su desarrollo. Sin embargo, necesitan la luz de los días largos y deben sembrarse en otoño o invierno para que florezcan en primavera. Existen variedades de cereal de día corto, que pueden sembrarse en primavera y fructifican en verano, pero son menos productivas, al no pasar por los rigores de la baja temperatura. Posteriormente, también se observó que muchas especies de clima templado también requieren bajas temperaturas del invierno para florecer en primavera: remolacha, cebolla, zanahoria y otras.
Lysenko llamó teoría fásica a los fundamentos científicos que regulaban la duración del periodo vegetativo de las plantas y demostró la posibilidad de acortarlos, obteniendo dos cosechas anuales donde antes sólo se podía lograr una sola. También demostró que entre los cereales de invierno y los de primavera había un continuo de variedades intermedias y que su clasificación en una u otra especie no dependía sólo de la dotación genética de la variedad sino de las condiciones en que se desarrollaran las plantas.
El 15 de diciembre de 2006 científicos de la Universidad de California acabaron de identificar los tres segmentos del ADN del trigo y la cebada que controlan la vernalización con el fin de lograr por métodos de ingeniería genética lo que los campesinos de todo el mundo conocen desde hace siglos.